# 음력 10월 26일
음력 10월 26일은 음력 10월의 26번째 날이다.

## 문화
- 1995년 - 제2경인고속도로 광명 나들목 ~ 석수 나들목 (5.39 km) 구간 개통.

## 탄생
- 1971년 - 대한민국의 가수 겸 작곡가 박진영.
- 1981년 -
  - 대한민국의 배우 송혜교.
  - 대한민국의 성우 이명희.
- 1990년 - 대한민국의 가수 승리 (빅뱅).
- 1997년 - 대한민국의 배우 지우.
- 1998년 - 대한민국의 가수 제이니(지피 베이직).

## 사망
- 1680년 - 조선 19대 국왕 숙종의 정비 인경왕후.
- 1990년 - 대한민국의 변호사 조영래.

## 같이 보기
- 음력 360일: 1월 2월 3월 4월 5월 6월 7월 8월 9월 10월 11월 12월
- 전날:10월 25일 다음날:10월 27일 - 전달:9월 26일 다음달:11월 26일
- 양력:10월 26일
- 음력, 윤달